# ジェームズ・キャメロンのタイタニックの秘密
『ジェームズ・キャメロンのタイタニックの秘密』（ - ひみつ、原題：Ghosts of the Abyss）は、ウォルト・ディズニー・ピクチャーズとウォールデン・メディアとによって2003年に公開されたドキュメンタリー映画。原題は『 Ghosts of the Abyss / ゴーストズ・オブ・ジ・アビス 』で、「深海の幽霊（達）」を意味する。
ディズニー初の3D映画で、監督はジェームズ・キャメロン。キャメロンは映画『タイタニック』でアカデミー賞でオスカーを受賞した後に、この映画を撮った。
沈没したタイタニック号の残骸に向けて、キャメロンと科学者のグループが潜航し、かつてないほど接近している。
特別に作製されたカメラ（ニックネームはジェイクとエルウッド）でタイタニック号の内部を撮影、またCGI加工により、当時のタイタニック号がどのような様子だったかを観客に分かりやすく見せている。
またキャメロンは、潜水に友人のビル・パクストンを誘った。彼は映画『タイタニック』でブロック・ロベット役を演じた俳優である。
彼は、自分が目にした光景をナレーションで語る。
映画自体は2003年夏、IMAX3Dで製作された。
この映画は、BFCAのベスト・ドキュメンタリー賞にノミネートされた。
潜水艇ミール1とミール2は、撮影隊を載せて12回潜水した。

## あらすじ
ジェームズ・キャメロン監督は、タイタニック号の残骸が眠る現場に戻ってきた。
歴史の専門家、海洋の専門家、友人のビル・パクストンとともに、ほぼ1世紀前、1,513人が命を失った最期の場所へと台本なしの冒険に乗り出したのである。
この探検のために開発した技術を用いることで史上初めて、キャメロンとそのクルーは実質的に、タイタニック号の内外をくまなく調査することができた。
3D撮影により、映画の観客はクルー同様、潜水艇に乗り込んだかのように船を体感することができる。
このドキュメンタリーはIMAX 3D、特に35mmの3Dシアター用に撮影された。
キャメロンとそのチームは、89年間誰も目にしたことのなかった光景を観客の目前に展開し、この歴史的な船が、他のどの難破船よりも好奇心を刺激し人々を魅了する理由について探る。

## キャスト
- ビル・パクストン（吹き替え:平田広明）
- ジェームズ・キャメロン（吹き替え:土師孝也）
- ルイス・アバナシー（吹き替え:岩崎ひろし）